# 河畔林

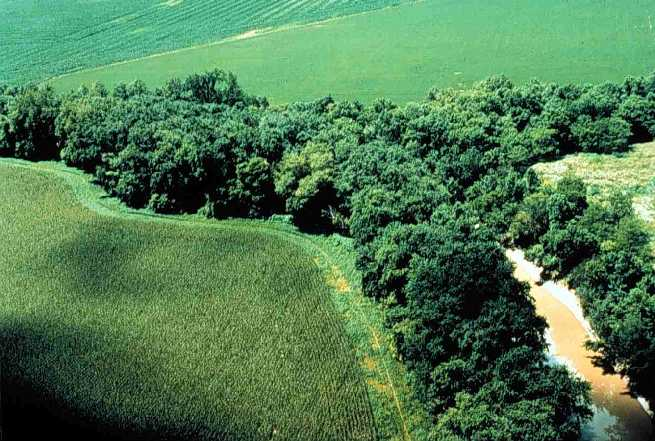
エリー湖支流の河畔林

河畔林（かはんりん）とは、河川の周辺に繁茂する森林のことをいう。河辺林（川辺林、かわべりん）とも呼ばれる。小渓流に繁茂する森林は渓畔林として区別される。なお、河畔林と渓畔林を併せて水辺林という。
河川敷は出水時に水没し、そこに生育する立木は水流の妨げになることや、流木化し下流に被害を与えることから、築堤などの整備されている箇所においては、従来は防災上の観点から定期的に伐採されることが基本である。しかし、過度の伐採は水鳥の生育箇所を奪うことになり、また魚つき林としての働きも失われる。
河畔林を構成する樹種としては地域によって異なる場合もあるが、ヤナギ類やハンノキ類、ヤチダモ、ハルニレ、オニグルミ、オヒョウ、カツラなどがある。
1990年代後半頃から河川環境を改善することを目的に遊水池、遊砂地との組み合わせや、河川敷で公園利用を行う場所で育成が進められている。1997年に河川法が一部改正され、堤防によって守られている側の堤内にある樹林帯が堤防保護と河川環境の向上のために保全されることになった。